# Stanisław Papież
Stanisław Papież (ur. 29 marca 1965 w Krakowie, zm. 29 sierpnia 2023 tamże) – polski polityk i dziennikarz, poseł na Sejm IV i  V kadencji.

## Życiorys
W 1988 ukończył studia z zakresu teologii na Papieskiej Akademii Teologicznej w Krakowie. Pracował jako dziennikarz. Był publicystą politycznym i teologicznym „Naszego Dziennika”. Działał m.in. w krakowskim stowarzyszeniu Klub Fides et Ratio (którego był współzałożycielem, prezesem i wiceprezesem) oraz w Katolickim Stowarzyszeniu Dziennikarzy.
W wyborach parlamentarnych w 2001 został wybrany na posła IV kadencji z listy Ligi Polskich Rodzin w okręgu krakowskim (należał wówczas do Porozumienia Polskiego, potem wystąpił z tej partii). Zasiadał w Komisji Polityki Społecznej, Komisji Kultury i Środków Przekazu, Komisji Sprawiedliwości i Praw Człowieka oraz Komisji Edukacji, Nauki i Młodzieży. W wyborach parlamentarnych w 2005 nie dostał się do Sejmu; mandat posła V kadencji objął w listopadzie 2006, zastępując Marka Kotlinowskiego, powołanego w skład Trybunału Konstytucyjnego. Ponownie pracował m.in. w Komisji Kultury i Środków Przekazu. W wyborach parlamentarnych w 2007 bez powodzenia ubiegał się o reelekcję z listy LPR. W wyborach do Parlamentu Europejskiego w 2009 jako przedstawiciel tej partii kandydował z ramienia ugrupowania Libertas. W wyborach parlamentarnych w 2015 ubiegał się o mandat poselski z ramienia KWW Grzegorza Brauna „Szczęść Boże!”. W wyborach samorządowych w 2018 kandydował z listy Ruchu Narodowego do Sejmiku Województwa Małopolskiego. W 2019 jako członek RN startował do Sejmu z listy Konfederacji Wolność i Niepodległość.
Pochowany na cmentarzu Podgórskim w Krakowie.